# Lemstersluis
De Lemstersluis is een schutsluis in Lemmer in de Nederlandse provincie Friesland.

## Geschiedenis
De sluis was ten tijde van de bouw (ca. 1884-1887) een zeesluis (Zuiderzee), maar na de bouw van de Afsluitdijk (1932) niet meer. Het belang voor de scheepvaart nam verder af door het nieuwe, westelijker gelegen, Prinses Margrietkanaal met de Prinses Margrietsluis (1951). In Lemmer bevindt zich oostelijker ook de Riensluis. De schutsluis is een rijksmonument en is sinds 1959 eigendom van de gemeente.

## Architectuur
Op de sluishoofden staan twee kleine gebouwen. Een sluisknechtswoning, en een Rijksgetijmeter waarin het peil van het IJsselmeer nog wordt gemeten.
Op deze gebouwtjes is ook tegeltjeswijsheid aangebracht, zoals:
- Niet veel te zeggen, Maar houden en beleggen.
- Kokmeeuwen aan land, Onweer voor de hand.
- Een die zijn zeil te hooge stelt,Woordt ligtlijk van den wind geveld.
- ’t Getij gaat zijnen keer, ’t En wacht naar Prins noch Heer.

Naast de sluis staat een sluiswachterwoning en enkele dienstwoningen in dezelfde stijl.

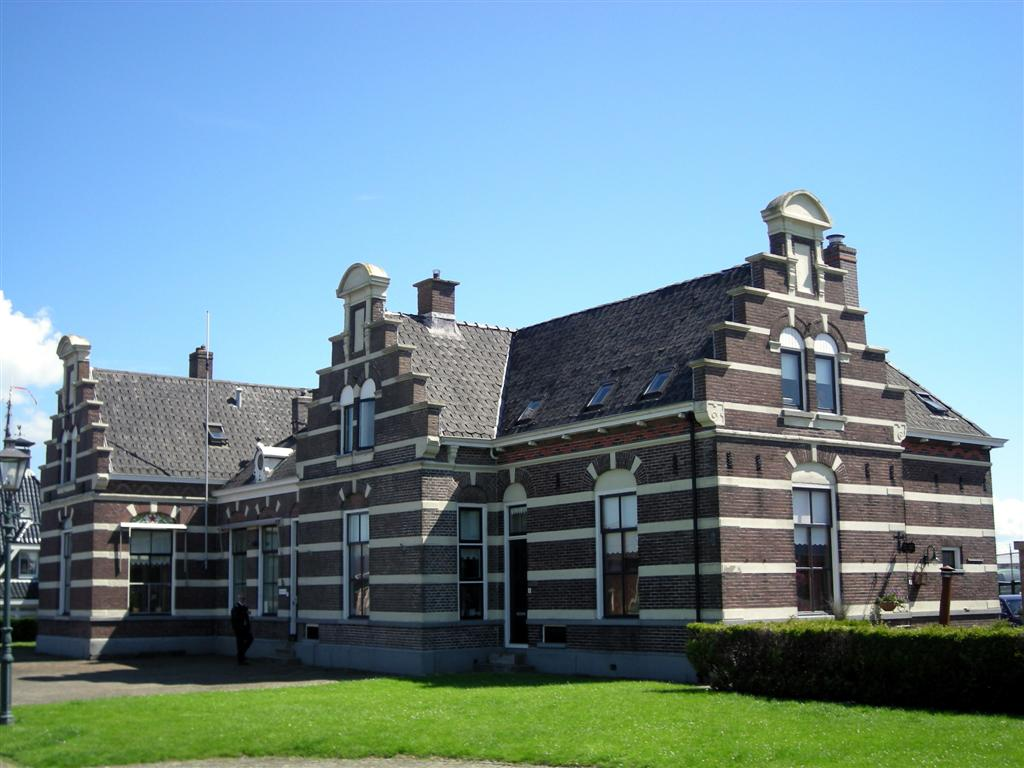
Sluisdienstwoningen
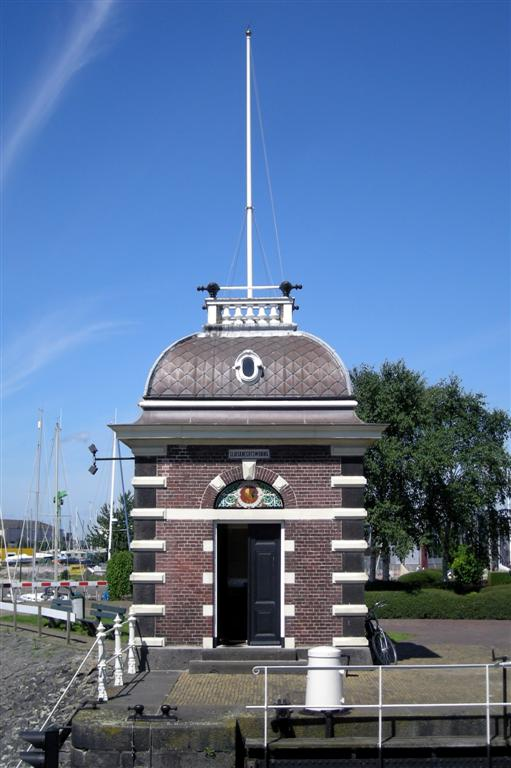
Sluisknechtswoning
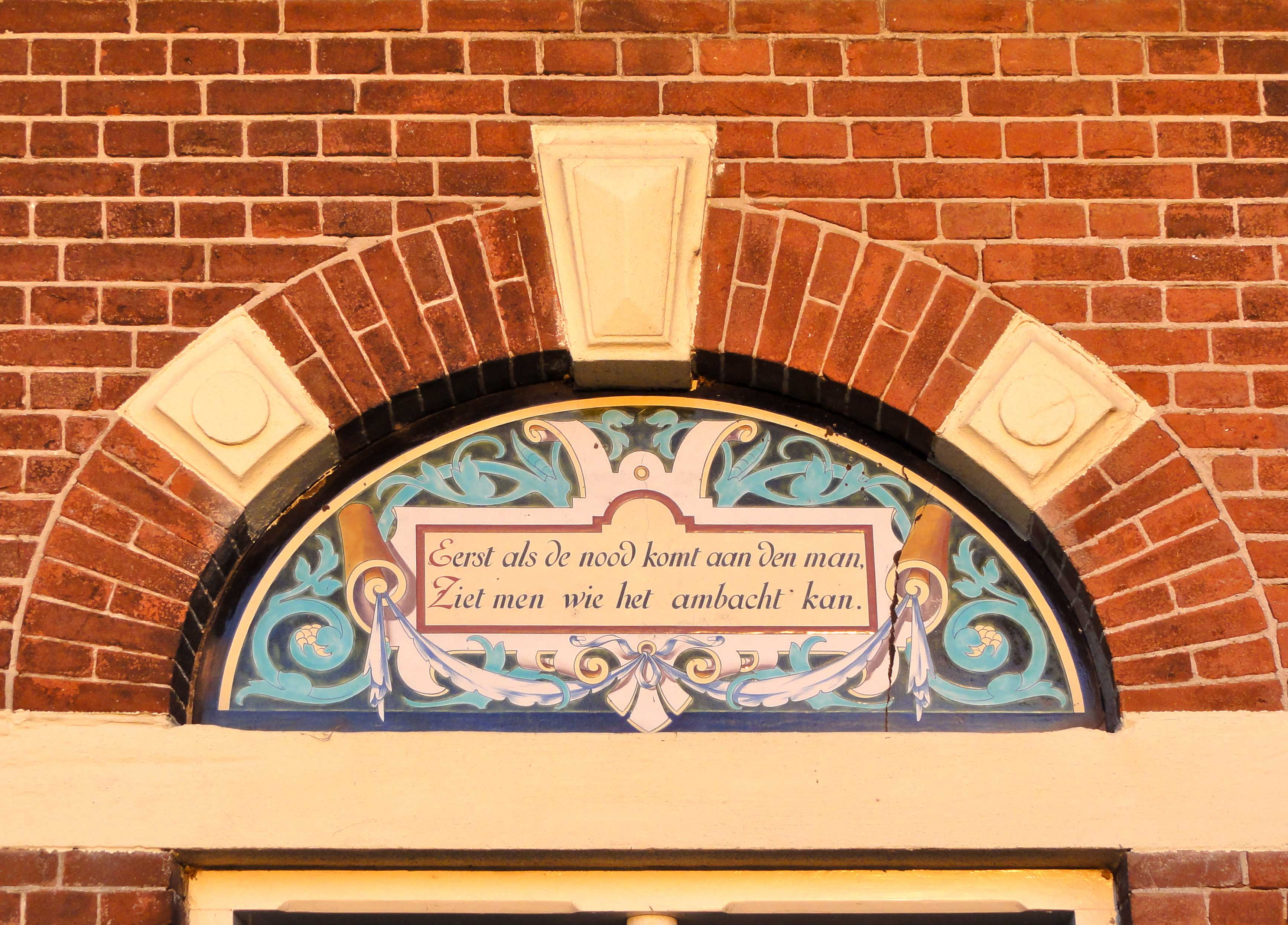
Tegeltjeswijsheid
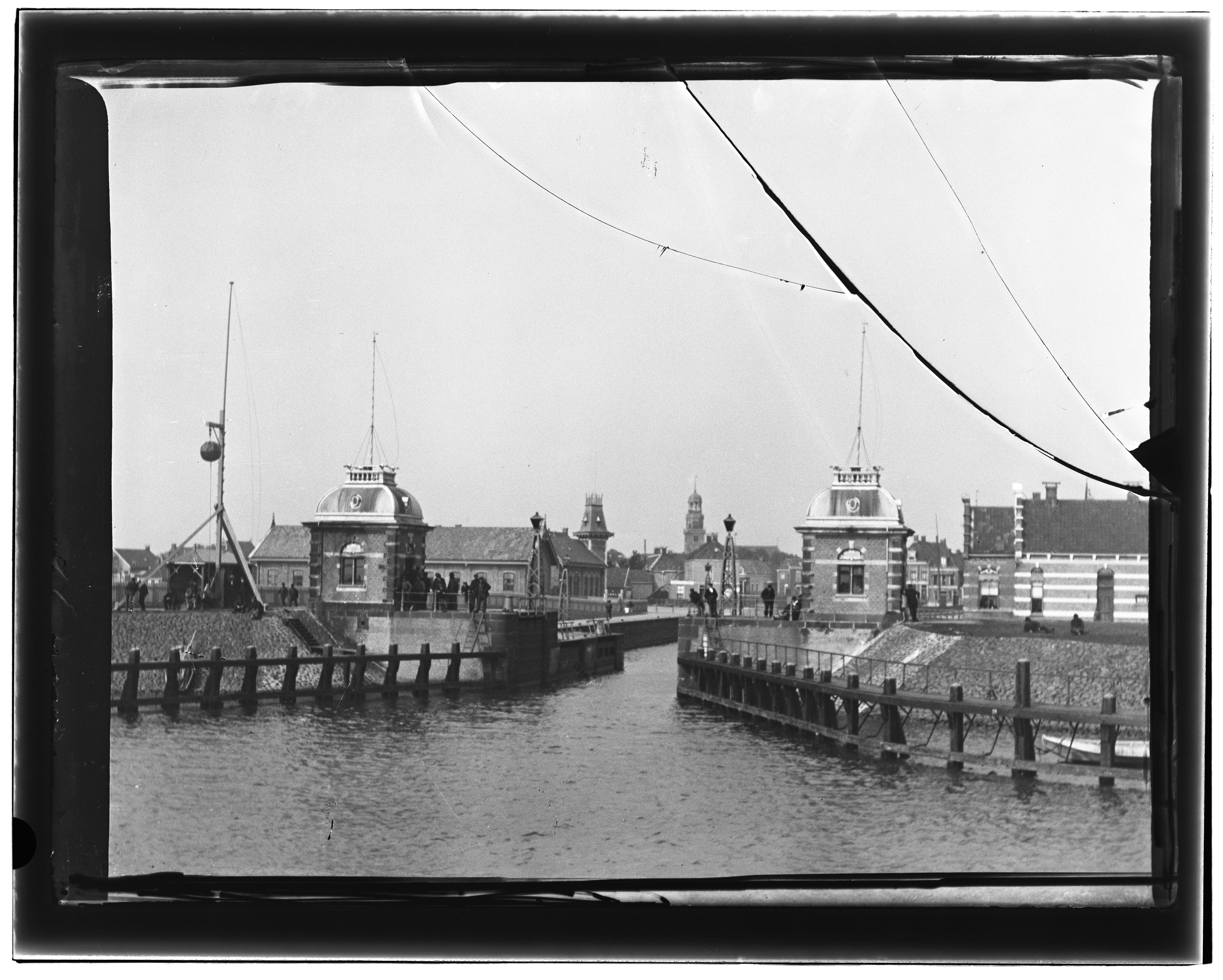
Lemstersluis in 1903